# José Luis Perlaza
José Luis Perlaza Napa (* 6. Oktober 1981 in Esmeraldas) ist ein ehemaliger ecuadorianischer Fußballspieler (Innenverteidiger). Er ist 193 cm groß und gilt als kopfballstark.
Perlaza stammt aus einer Familie von Fußballspielern, sein Onkel Flavio Perlaza absolvierte zwischen 1979 und 1985 24 Länderspiele und ein weiterer Onkel, Pedro Pablo El Papi Perlaza, war ebenfalls Erstligaspieler, unter anderem bei Barcelona SC Guayaquil.
José Luis Perlaza spielte von 2000 bis 2008 bei CD Olmedo in Riobamba, wo er in seiner ersten Saison den nationalen Meistertitel gewann. Im April 2009 wechselte er zu Barcelona SC Guayaquil. Vor 2000 spielte er in Jugendmannschaften in Esmeraldas und für verschiedene Zweitligamannschaften aus der Küstenregion.
Vor seinem Wechsel zu Barcelona SC war er einer der wenigen nicht in Quito oder Guayaquil aktiven Fußballspieler, die zum Kreis der ecuadorianischen Nationalmannschaft gehören. Er wurde von Nationaltrainer Luis Fernando Suárez für die Fußball-Weltmeisterschaft 2006 nominiert, obwohl er an keinem Qualifikationsspiel teilgenommen hatte. Er gab sein Debüt bereits am 10. März 2004 bei einem Freundschaftsspiel in Aguascalientes gegen Mexiko, kam jedoch erst in der Vorbereitung zur WM 2006 zu weiteren Länderspielen. Bei der Weltmeisterschaft selbst wurde er nicht eingesetzt.
Für Barcelona spielte er insgesamt sieben Jahre und gewann in dieser Zeit einmal die Meisterschaft. Anfang 2016 wechselte er zum Mushuc Runa Sporting Club, ehe er Anfang 2017 zu CD Olmedo zurückkehrte. Dort beendete er seine Karriere.

## Erfolge
- Ecuadorianischer Meister 2000
- Teilnahme an der Fußball-Weltmeisterschaft 2006 in Deutschland